# Julian Ryerson
Julian Ryerson (sinh ngày 17 tháng 11 năm 1997) là một cầu thủ bóng đá chuyên nghiệp người Na Uy , chơi ở vị trí hậu vệ phải cho câu lạc bộ Bundesliga Borussia Dortmund và Đội tuyển bóng đá quốc gia Na Uy .